# Tạ Hiện
Tạ Hiện (chữ Hánː 謝現; 1841 - 1887 hoặc 1893), còn có tên là Tạ Quang Hiện, quê tại thôn Quang Lang xã Thụy Hải, huyện Thụy Anh (nay thuộc huyện Thái Thụy), tỉnh Thái Bình), là một võ quan nhà Nguyễn, từng giữ chức Đô thống quân vụ Bắc Kỳ, lãnh tụ phong trào Cần Vương tại địa bàn tỉnh Thái Bình.

## Tiểu sử
Sau khi dẹp tan quân Cờ Vàng của Hoàng Sùng Anh, năm 1882 Tạ Hiện được vua Tự Đức thăng chức Đề đốc (vì vậy ông còn được gọi là Đề Hẹn). Nhưng khi Pháp xâm lược Bắc Kỳ lần thứ hai vào năm 1883, triều đình Tự Đức phải ký hòa ước bán nước, ông rất bất bình và đã trả ấn từ quan để phản đối. Sử triều Nguyễn là Quốc triều chính biên toát yếu (quyển VI) có viết về ông như sau:
(Vua Hiệp Hòa) đòi Đề đốc Nam Định là Tạ Hiện, Đề đốc Hải Dương là Tôn Thất Hòe về Kinh. Tạ Hiện liền theo quân Tàu làm Đề đốc, đi chiêu tập những quân nghĩa dõng, không chịu về.
Về quê nhà, ông cùng với Phạm Huy Quang tập hợp nghĩa quân, lãnh đạo nhân dân khởi nghĩa chống Pháp. Cuộc khởi nghĩa của ông bắt đầu từ năm 1883 kéo dài đến năm 1887, diễn ra ở vùng Thái Bình và Nam Định. Cuộc khởi nghĩa này được xem là một phần của Phong trào Cần Vương theo lời hiệu triệu của vua Hàm Nghi, mặc dù lời hiệu triệu được ban hành năm 1885.
Năm 1884, ông là một trong các chỉ huy của phía Việt Nam trong liên quân Việt–Thanh đánh thắng quân Pháp trong Trận Bắc Lệ diễn ra tại đồn Bắc Lệ, nay là xã Tân Thành, huyện Hữu Lũng, tỉnh Lạng Sơn, Việt Nam.

## Vinh danh
Tên của ông được đặt cho một con phố dài gần 270m tại phường Hàng Buồm, quận Hoàn Kiếm, thành phố Hà Nội. Phố Tạ Hiện được xem là khu phố đêm sầm uất bậc nhất của Hà Nội.
Tạ Quốc Luật (1925-1985), người chỉ huy tổ xung kích bắt sống tướng Christian de Castries tại trận Điện Biên Phủ, là cháu nội của ông.